# پل بارت (بازیکن فوتبال)
پل بارت (انگلیسی: Paul Barrett؛ زادهٔ ۱۳ آوریل ۱۹۷۸) بازیکن فوتبال اهل بریتانیا است.
از باشگاه‌هایی که در آن بازی کرده‌است می‌توان به باشگاه فوتبال نیوکاسل یونایتد، باشگاه فوتبال بلیث اسپارتانس، و باشگاه فوتبال ورکسام اشاره کرد.
وی همچنین در تیم ملی فوتبال زیر ۱۸ سال انگلستان بازی کرده‌است.